# Emblemata

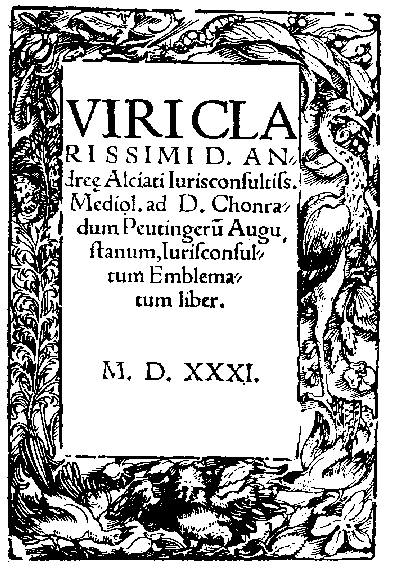
Portada del libro Emblematum liber de Andrea Alciato (1531).

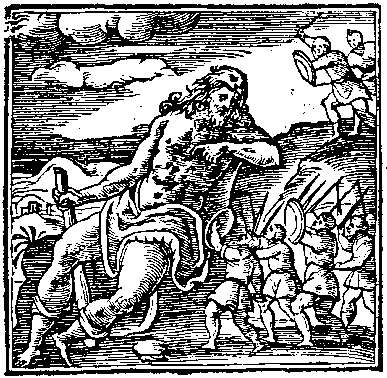
Emblema de gigante.

Emblemata es el título por el que se conoce el primer libro de emblemas que apareció en Augsburgo (Alemania) en 1531, el Viri Clarissimi D. Andreae Alciati Iurisconsultiss. Mediol. Ad D. Chonradum Peutingerum Augustanum, Iurisconsultum Emblematum Liber. Producido por el editor Heinrich Steyner, su primera edición, no autorizada, fue compilada a partir de un manuscrito de poemas latinos que el jurista italiano Andrea Alciato había dedicado a su amigo Conrad Peutinger y distribuido a sus conocidos. A la edición de 1531 la siguió una segunda en 1534, autorizada por Alciato y publicada en París por Christian Wechel, bajo el título Andreae Alciati Emblematum Libellus ("Pequeño libro de emblemas de Andrea Alciato").
La palabra "emblemata" es, simplemente, el plural de la palabra griega "emblema", es decir, una parte principal de un mosaico elaborado aparte, que se incrustra en una zona específica preparada para contenerlo. En su prefacio a Peutinger, Alciato describe sus emblemas como una recreación aprendida, un pasatiempo para los humanistas inmersos en la cultura clásica.
Los Emblemata crecieron hasta incluir más de 200 emblemas individuales y han aparecido en cientos de ediciones, de las cuales, probablemente, la más conocida sea la publicada en Padua por Tozzi en 1621, el Emblemata Cum Commentariis Amplissimis. Los "comentarios muy completos" a los que se refiere el título fueron escritos por el erudito francés Claude Mignault. La obra de Alciato dio lugar a miles de imitaciones en todas las lenguas vernáculas europeas. 
El propósito de los Emblemata era complicar lo sencillo y oscurecer lo obvio, allí donde la figuración medieval había intentado simplificar lo complejo y clarificar lo difícil. Los libros emblemáticos, ya fuesen laicos, religiosos o amorosos en su naturaleza, fueron parte integral de la cultura europea durante dos siglos.
En el prólogo puede leerse (traducido):

Mientras que los niños se divierten con nueces y los jóvenes con dados, el jugar a las cartas llena el tiempo de los hombres perezosos. En la temporada de fiestas elaboramos estos emblemas, confeccionados por las distinguidas manos de los artesanos. De la misma forma que se colocan adornos en la ropa e insignias en los sombreros, así corresponde a cada uno de nosotros escribir en marcas silenciosas. Aunque el emperador supremo pudiese darte preciosas monedas y los más bellos objetos de la antigüedad, me daré, de un poeta a otro, regalos en papel: tómalos, Konrad, la prueba de mi amor.